# Скінченна множина
Скінченна множина — це множина, кількість елементів якої є скінченна, тобто існує натуральне число k, що є числом елементів цієї множини. В протилежному випадку множина є нескінченною.

Визначення 2. Множина, що не має рівнопотужної з нею власної підмножини, а також порожня множина, називається скінченною

## Формальне визначення
Нехай {\displaystyle \ J_{n}=\{1,2,\dots ,n\}} — множина, що складається з перших {\displaystyle n} цілих чисел. Множина {\displaystyle \ X} називається скінченною, якщо вона еквівалентна {\displaystyle \ J_{n}} при деякому {\displaystyle \ n}.
Число {\displaystyle \ n} називається кількістю елементів множини {\displaystyle \ X,} позначається {\displaystyle \ n=|X|}.
Дві множини {\displaystyle X} та {\displaystyle Y} називаються еквівалентними, якщо існує бієктивне відображення однієї на іншу. Якщо множини еквівалентні, то цей факт записують {\displaystyle \ X\sim Y} або {\displaystyle \ |X|=|Y|} і кажуть, що множини мають однакові потужності.
Порожня множина є скінченною множиною, кількість елементів якої дорівнює 0: {\displaystyle |\emptyset |=0}.

Існує декілька основних теорем для скінченних множин.

## Основні теореми

### Основна теорема про скінченні множини
Скінченна множина не рівнопотужна жодній власній підмножині і власній надмножині.
Доведення. Кожне з двох тверджень теореми (про нерівнопотужності підмножини і надмножини) легко випливає з іншого, оскільки, якщо {\displaystyle A\sim B} та {\displaystyle A\supset B} то зі скінченності однієї з множин A і B, як було зазначено раніше, випливає скінченність іншої. Доведемо, наприклад, що скінченна множина A не рівнопотужна її власній підмножині. Для порожньої множини A = 0 теорема вірна, оскільки порожня множина зовсім не має власних підмножин. Нехай {\displaystyle A\neq 0}. Тоді за визначенням скінченної множини, множина A рівнопотужна (принаймні одному) відрізку натурального ряду | 1, n |. Доведемо індукцією по числу n, що A не можна взаємно однозначно відобразити на її власну підмножину B. Для n = 1 це очевидно, оскільки A ~ | 1, 1 | і містить лише один елемент. Єдиною її власною підмножиною буде B = 0, причому A не рівнопотужна B. Припустимо, що теорема доведена для натурального числа n, і доведемо її для числа n+1. Отже, нехай A ~ | 1, n +1 |, і f є взаємно однозначним відображенням A на B. Пронумерувавши елементи A відповідними їм числами, отримаємо: A = {a1, a2, …, an+1}.
Для B = 0 твердження вірне. Якщо {\displaystyle B\neq 0}, то без обмеження спільності можна припустити, що {\displaystyle a_{n+1}\in B}. Інакше беремо єлемент {\displaystyle b\in B} та будуємо нову множину {\displaystyle B_{1}}, отриману з B заміною елемента b на {\displaystyle a_{n+1}}, і нове відображення {\displaystyle f_{1}}, яке збігається з f для всіх елементів множини A, окрім елементів a з властивістю f (a) = b, причому для цього елемента a вважаємо {\displaystyle f_{1}(a)=a_{n+1}}. Тоді {\displaystyle f_{1}} буде взаємно однозначним відображенням A на власну підмножину {\displaystyle B_{1}}, що містить {\displaystyle a_{n+1}}. Далі, без обмеження спільності можна вважати, що {\displaystyle f(a_{n+1})=a_{n+1}}. Інакше, нехай {\displaystyle f(i)=a_{n+1}} і {\displaystyle f(a_{n+1})=a_{j}}. Тоді будуємо нове відображення {\displaystyle f_{1}},  яке збігається з f для всіх елементів A, крім {\displaystyle a_{i}} та {\displaystyle a_{i+1}}, причому вважаємо {\displaystyle f(a_{i})=a_{j}} і{\displaystyle f(a_{n+1})=a_{n+1}}. Отже, нехай {\displaystyle a_{n+1}\in B} та {\displaystyle f(a_{n+1})=a_{n+1}}, нехай також A' = A \ {{\displaystyle a_{n+1}}} і B' = B \ {{\displaystyle a_{n+1}}}. Оскільки B — власна підмножина A, то існує елемент {\displaystyle a'\in B/A}. Оскільки {\displaystyle a_{n+1}\in B}, то {\displaystyle a'\neq a_{n+1}}. Тому {\displaystyle a'\in A'/B'}. Отже, B' є власною підмножіною A'. Оскільки {\displaystyle f(a_{n+1})=a_{n+1}\in B}, то відображення {\displaystyle f} встановлює рівнопотужність множин A 'і B', але A '= {{\displaystyle a_{1},a_{2},...,a_{n}}} ~ | 1, n |. Ми одержали протиріччя з припущенням індукції, тим самим нашого твердження, а значить, і вся теорема доведена.

З цієї теореми легко слідує наступна теорема.

### Всіляка непорожня скінченна множина рівнопотужна одному і тільки одному відрізку натурального ряду
Доведення:

За визначенням скінченної множини непорожня скінченна множина A рівнопотужна принаймні одному відрізку натурального ряду. Якби вона була рівнопотужна двом різним відрізкам{\displaystyle A\sim |1,m|}, {\displaystyle A\sim |1,n|} {\displaystyle m\neq n}, тоді за властивостями рівнопотужності буде: {\displaystyle |1,m|\sim |1,n|}, що суперечить теоремі 1, оскільки один з двох різних відрізків натурального ряду є власною підмножиною іншого.
Однозначно визначене для даної непорожньої скінченної множини A натуральне число n таке, що {\displaystyle A\sim |1,n|}, називається числом елементів множини A. Числом елементів порожньої множини називається число 0.
З властивостей рівньопотужності випливає, що дві скінченні множини тоді і тільки тоді рівнопотужні, коли вони мають одне і те ж число елементів. Тому число елементів можна прийняти за визначення потужності скінченної множини.

### Будь-яка підмножина скінченної множини сама скінченна. Будь-яка надмножина нескінченної множини сама нескінченна
Доведення:

Кожне з двох тверджень теореми випливає з іншого. Так, якщо перше твердження вірне, то вірне і друге, оскільки якщо A нескінченно та {\displaystyle A\subseteq B}, то і B нескінченне, тому що якщо б B була скінченною, то по першій половині теореми і A було б скінченним. Досить тому довести перше твердження. Отже, нехай A скінченне та {\displaystyle B\subseteq A}.Якщо {\displaystyle A=0}, то і {\displaystyle B=0}, теорема справедлива. Нехай {\displaystyle A\supset 0}. Тоді {\displaystyle A\sim |1,n|} для деякого числа n. Застосуємо індукцію щодо n. При n = 1 теорема правильна, оскільки A містить один елемент, і або B = 0, або B = A. Нехай твердження вірне для деякого n. Доведемо його для числа n + 1. Отже, нехай f - взаємно однозначне відображення A на відрізок | 1, n +1 |. Якщо B = A, то B скінченне. Нехай {\displaystyle B\subset A}. Існує елемент {\displaystyle a\in (A/B)}. Можна вважати, що f (a) = n + 1. Інакше f (a ') = n + 1, де {\displaystyle a'\in A} та {\displaystyle a'\neq a}. Якщо тоді f (a) = i, то будуємо нове відображення f1, вважаючи f1 (a) = n + 1, f1 (a ') = i і f1 = f для решти елементів множини A. Отже, нехай f (a) = n + 1. Покладемо A '= A \ {a}. Тоді f визначає взаємно однозначне відображення множини A ' на відрізок | 1, n |, і {\displaystyle B\subseteq A'}.Отже, за припущенням індукції B скінченне. Теорема доведена.
Згідно з теоремою 3 поняття про число елементів має сенс для будь-якої підмножини даної скінченної множини. При цьому має місце Теорема 4(див. нижче).

### Число елементів скінченної множини A завжди більше від числа елементів його власної підмножини B.
Доведення:

Нехай m - число єлементів з множини A, n - число елементів з множини B. Зауважимо, що {\displaystyle n\geq m}. Оскільки {\displaystyle A\supset B}, то {\displaystyle A\neq 0}, {\displaystyle n>0}, {\displaystyle A\sim |1,m|}. Також і {\displaystyle m\geq n>0}, отже {\displaystyle B\sim |1,n|}(1). При взаємно однозначному відображенні A на відрізок |1, m| множина B відображається також взаємно однозначно на деяку власну підмножина B' відрізка |1, m|, таким чином, {\displaystyle B\sim b'}(2).
З {\displaystyle B'\subset |1,m|} та {\displaystyle m\leq n} слідує {\displaystyle B'\subset |1,n|}(3).
Проте з (1) та (2) слідує {\displaystyle B'\sim |1,m|}, що в силу (3) суперечить теоремі 1, т. я. відрізок |1, n| виявляється рівнопотужним своїй власній підмножині B '.

## Властивості
- Скінченна множина не еквівалентна жодній власній підмножині;[1]
- {\displaystyle X_{1},\dots ,X_{n}} — скінченні множини що попарно не перетинаються (тобто {\displaystyle X_{i}\cap X_{j}=\emptyset }), тоді

{\displaystyle |X_{1}\cup X_{2}\cup \dots \cup X_{n}|=|X_{1}|+|X_{2}|+\dots +|X_{n}|};
- {\displaystyle X_{1},\dots ,X_{n}} — скінченні множини, тоді

{\displaystyle \ |X_{1}\times X_{2}\times \dots \times X_{n}|=|X_{1}|\times |X_{2}|\times \dots \times |X_{n}|};
- Нехай {\displaystyle X} — скінченна множина, тоді потужність булеана рівна

{\displaystyle \ |2^{X}|=2^{|X|}.}